# クラウディングアウト
クラウディングアウト（英: crowding out）とは、行政府が資金需要をまかなうために大量の国債を発行すると、それによって市中の金利が上昇するため、民間の資金需要が抑制されること。「クラウディングアウト」（crowding out）の字義は「押し出す」という意味。
一般には、クラウディングアウト効果として使われる。典型は失業対策などのために国債を発行して公共事業や福祉政策を拡充させようとする際、大量に発行した新発国債が意図せず市中金利を高騰させ、民間の経済活動（投資のための資金調達や住宅購入などの消費行動）に抑制的な影響を与えてしまう場合である。

## 概要

### 古典派の議論
クラウディングアウトのアイデアは古くから存在し、アダム・スミスは政府による経済活動はすべて不生産的労働であり、政府が公衆から資金を借入れて消費することはその国の資本の破壊であり、さもなければ生産的労働の維持に向けられたであろう生産物を不生産的労働に向けるものである、とした。一般に完全雇用を前提とした古典派経済学においては、政府支出の増大はそれが租税で調達されようと国債で調達されようと、民間支出はクラウド・アウトされる。
世界恐慌の発生した1929年頃、アメリカおよびイギリスでさかんに論議され、アメリカでは共和党のフーバー政権が赤字財政と国債発行に反対し、均衡予算主義のためにクラウディングアウトの議論を援用した。また、イギリスでは保守党政権下の財務省が同様の理論でJ.M.ケインズの立案になる自由党の提案と対立した。
クラウディングアウトの問題は行政府による経済･財政政策において基本的な論題であり、もし古典派の言うように常に完全なクラウディングアウトが発生するのならば、行政府による経済への直接介入（経済政策）は意味をなさないこと（無効）になる。

### ケインズの見解
ケインズのこの問題についての基本的見解は、失業と遊休資本が存在しているかぎりは、財政支出を増大してもクラウディングアウトによる完全な相殺は発生しない、というものである。ただし、政府による資金調達や財調達にともなう物価上昇に対応するように通貨当局がマネーサプライを拡大しなければ、利子率の上昇をもたらし投資を抑制する可能性があるとする。また、恒常的な財政支出が、民間の期待や予測を通じて物価、資本の限界効率（期待収益率）、流動性選好に影響をあたえ、民間投資需要と競合する可能性を指摘する。
ケインズ以降、経済の活動水準に影響を与えるのが金融政策であるか、財政政策であるかによって論争が起こった。マネタリストは金融政策に肯定的で財政政策（とりわけ裁量的な財政政策）には否定的であり、ニュー・ケインジアンは金融政策を重視するものの、財政政策の有効性にも肯定的なことが多い。また、マンデルフレミングモデルが示すように、閉鎖経済か開放経済かで財政政策と金融政策のどちらが有効性が高いかが変わってくるという見方が主流である。

## 簡単な数式による説明
他の状況が一定であるとき、流動性の罠など特別な場合を除けば、LM曲線が右肩あがりになっている状態で政府支出が増大すると利子率が上昇するため民間投資が縮小する。これにより、政府支出による国民所得増大効果の一部が、民間投資縮小による国民所得削減効果によって相殺されることになる。
クラウディングアウトを説明するために財市場を考える。話を簡単にする為、閉鎖系経済を考え、海外との輸出入はないものとすると、国民所得Yは、家計の消費Cと企業の投資Iと政府支出（財政政策）Gの総和になるので、{\displaystyle Y=C+I+G} となる。
さて、所得のうち割合cだけ消費にまわるとすると、国民所得Yと総消費Cとの間には、{\displaystyle C=cY}の関係が成り立つ。(cは限界消費性向と呼ばれる)。
一方企業の総投資Iは、利子率によって決定されるので、I=I(r)と書き表す。Iは利子率rが低ければ低いほど大きくなるはずなので、I(r)はrに関し単調減少である。
以上より、{\displaystyle Y=(I(r)+G)/(1-c)}が成立する。Gとcが定数だとすれば、これはrとYの関係を表す式となり、この式をIS曲線という。
次に貨幣市場が均衡する為には、 総貨幣需要Lと総貨幣供給M/Pは一致しなければならない。Lは国民所得Yと利子率rにより決定されるので、L=L(Y,r)と書ける。L(Y,r)=M/PをYについて解いた曲線をLM曲線とよび、{\displaystyle Y=LM(r)} とあらわされる。さて、Yが大きければ大きいほどLは大きくなり、rが大きければ大きいほどLは小さくなる(投機的貨幣需要)。したがって、LM(r)は単調増大となる。
財市場と貨幣市場はIS曲線とLM曲線が交わった所で均衡する(IS-LM分析)　。したがって、{\displaystyle LM(r)=(I(r)+G)/(1-c)} となり、
これを解いて、
{\displaystyle G=(1-c)LM(r)-I(r)}
LM(r)は単調増大、I(r)は単調減少だったので、上の式の左辺(1-c) LM(r) - I(r)はrに対し単調増大となる。従って政府支出Gが増大すれば利子率rが上昇する。従ってI(r)の単調減少性より企業の総投資I=I(r)は減少する。
以上の議論より、政府支出Gが増大すれば総投資Iが減少する事(すなわちクラウディングアウトが起こる事)がモデルとして簡単に説明された。だが、肝心の実質国民所得レベルYが増加するのか減少するのかについては言及が無い。仮にクラウディングアウトがおこり民間投資が減少しても、それを補ってあまりある政府支出を行った場合には全体として実質生産量が増加するシナリオもある。
LM曲線が垂直の場合（貨幣需要の利子弾力性がゼロの場合）には、クラウディングアウト効果は完全となり、財政政策は国民所得を拡大させず無効となる。またLM曲線が水平の場合（流動性の罠）には、クラウディングアウト効果はゼロとなり、財政政策は完全に有効となる。

### 数値例
国民所得：Y=C+I+G
より、
総消費：C=0.9Y
総投資：I=100-4r
財政支出：G=100
とすれば、
財市場均衡（IS）：Y=2000-40r
となる。
一方
総貨幣需要：L=Y-10r
総貨幣供給：M/P=1500
とすれば、
貨幣市場均衡（LM）：Y=1500+10r
となる。以上より、
Y=1600
r=10
I=60
となる。ここで、政府支出を拡張し、G=120とする。
Y=1640
r=14
I=44
となり、利子率が上昇し、民間投資が抑制される。これがクラウディングアウト効果である。その効果の結果として国民所得の増大効果も一部相殺されてしまう。また同様にして、政府支出を減少させた場合には、利子率が低下することで民間投資が伸びるため、国民所得減少はある程度相殺されることもわかる。
なお、財政政策と同時に金融政策を行い、利子率：r=10のままに抑えれば、国民所得：Y=1800となる。

### 解釈
クラウディングアウト現象は、経済のバランスにより資源配分が転換される様子を表している。
この場合、政府が金融市場から借り入れをして投資をすることで市場の流通資金が減少し、金利上昇による民間投資減少が起きる。つまり、金融市場を通して、経済上の資源が政府投資により多く配分される代わりに民間投資への配分が減少することになるのである。しかし同時に金融政策（量的金融緩和政策）を発動すれば民間投資を制約することなく公共投資を伸ばすことが出来る。
これは経済上の資源に余裕がある状態（資本に遊休や余剰があり市中金利が低迷していたり、設備稼働率が低く失業が存在する状態）では有効である。しかし経済上の資源に余裕がない状態でこのような政策を発動すると、名目経済成長率のみが高まり、インフレーションが発生する。1960年代のアメリカ経済は名目成長の内訳が実質成長から物価上昇へ変化していく好例となっている。
なおケインズの議論や初期のヒックスモデル（IS-LM分析）は金本位制下における固定為替相場制の当時の経済を前提に議論されており、また中央銀行の金融政策手段についても現代より制限された環境にあった点を考慮に入れるべきであり、クラウディングアウトは現代においてもさかんに論じられ計量的に評価されている論題である。

## 批判
政府支出効果が失われるのは貨幣需要の利子弾性値がゼロの場合に限られる。そしてアラン・ブラインダーやロバート・ソローが述べるように、実証的見地からは、その弾性値がゼロに陥ることはないので、政府支出増加は経済成長に明確に寄与する。LM曲線が垂直であるという仮定は非現実的であるにもかかわらず、マネタリズム指向の経済学者らは、依然として政府支出の効果は限定的だとする 。典型的なマネタリスト、例えばミルトン・フリードマンの理論では、公債を発行して政府支出拡大をした場合にIS曲線に有意なシフトは見られないというものである。一方、ソローらが述べるケインズ経済学では、積極財政はその財源を公債とした場合でも経済成長に貢献する。とはいえ、公債ではなく国債の中央銀行引き受けによってファイナンスされた政府支出は経済を活性化させるという理論 に対しては典型的マネタリストと標準的なケインジアンとともに同意する。またIS-LM分析は物価水準を固定した短期モデルだが、拡張型財政政策は長期的には実質所得水準を押し上げることがソローらの研究で示されている。

## 変動相場制におけるクラウディングアウト効果
通貨の変動相場制を前提とした経済においては、財政政策によって、金利上昇に伴う消費や投資の落ち込みではなく、通貨高による純輸出の減少という形でのクラウディングアウトが発生する。公共投資を行う場合、上述のように金利を上昇させる圧力が発生するが、これは開放経済においては他国からの資金の流入を呼ぶことになる。この資金流入によって金利は一定に保たれる一方で、変動相場制では自国通貨が増価することになる（日本でいえば円高になる）。自国通貨高は輸出減と輸入増をもたらすため総需要が減少し、公共投資によって増えた内需を相殺することになる。このような変動相場制の下では、財政政策が一時的なショックを除き無効になる一方で金融政策の効果は高まる（→マンデルフレミングモデル参照）。なお、変動相場制の下でのクラウディングアウトにおいては、金利を一定に保つよう海外からの資金流入が起きるので、金利上昇自体は観察されないことに注意が必要である。すなわち、金利上昇が見られないことを以てして、財政政策の効果は大きいと言うことは出来ない。

## 実際の例
経済理論的なクラウディングアウトの典型としては、好景気で完全雇用生産水準の状況下において行政府が追加的な財政支出を行う際に発生するとされるが、現実に問題とされるケースとしては経常収支や貿易収支が赤字で、失業対策や社会保障の義務的支出を原因として財政赤字が累積状態にある状況下で、追加的な国債発行が債券市場に意図しない高金利をもたらす場合に散見される。

### アメリカ

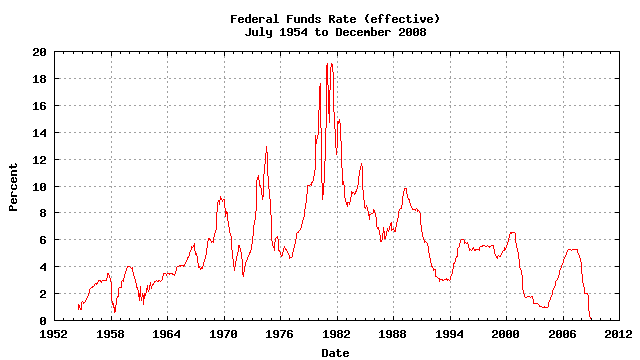
フェデラル・ファンド金利の推移

U.S.消費者物価指数

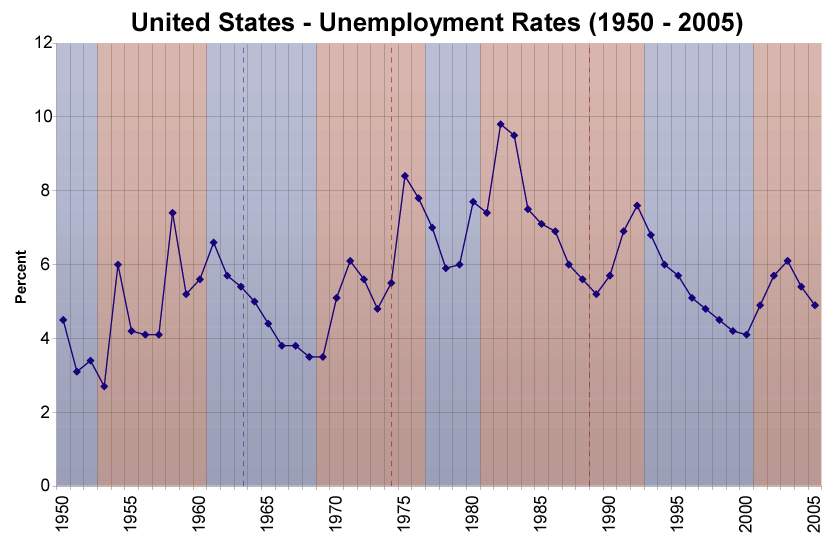
U.S.失業率

実際にクラウディングアウトが問題となった例として、1970年代から1980年代初頭のアメリカが挙げられる
この当時のアメリカ経済は、日欧経済の復興による国際競争力の低下による不況と失業が問題となっていた。また1960年代からの負の遺産として3,809億ドル（対GDP比37.6% 70年度）～9,090億ドル（対GDP比33.3% 80年度）の累積債務があり、景気刺激策として低金利誘導を行おうとすれば市中金利の上昇に対するFOMCの買いオペレーション介入が過剰流動性（インフレ）をもたらし、インフレ抑制策として金融引き締めをおこなおうとすれば長期金利が急騰してしまうという悪循環に陥っていた。
1975年にフォード政権は840億ドルの国債を発行して金利の急騰をもたらした。これは民間総投資額の約半分に達するもので、連邦予算の赤字を調達し、あるいは借り換えるためのこの巨額の国債発行は、金融市場で民間資金需要と競合してクラウド・アウトをもたらし、結果として財政支出増加による所得創出効果を民間支出の減少が相殺してしまうのではないか、との議論を呼んだ。
レーガン政権では莫大な減税と歳出拡大を打ち出したため、金利水準は歴史的な水準に達し、民間投資は壊滅的な打撃をこうむった。とくに雇用面では失業者は1000万人を記録するなど戦後最も厳しい経済状況となった。その一方で海外からは大量の投機資金が流入し為替レートをドル高に導いた。ドル高は、輸出減退と輸入増大をもたらしインフレ率を低下させた。投機資金は利回りを目指して米国債などに向かい債券価格を上昇させ（長期金利を低下させ）た。また海外資本による投資の拡大へつながるなど、想定とはかなり異なる展開を示した（為替市場におけるクラウド・イン効果）。
1982年中にはインフレ率の低下から高金利政策は解除段階に入った。1983年には景気回復が始まったが、それは減税と歳出拡大という財政政策を受けた消費の増大（乗数効果）が主因であった。インフレーション沈静化後は、すぐさま量的金融緩和政策が行われ、「アメリカは復活した」といわれるほど急激な景気拡張が1983年から起きた。しかし、それによる不均衡はインフレーションではなく経常収支の赤字を生み出し、プラザ合意へとつながることになる。

### 日本
日本では、1990年代の財政政策がクラウディングアウトを起こして民間投資を減少させたという見方もあるが、上述のマンデルフレミング効果によって金利上昇ではなく円高という形で影響が表れたことや、貯蓄超過の状態が続き国債が安定消化され続けたこともあり、目立った実質金利の上昇は起こらなかった。むしろ90年以降の財政抑制政策は「政官民癒着」にみられるモチベーションのクラウディングアウトに関わる問題や、不況による税収不足の一方で増大する社会保障費により償還資金の手当てのための借換国債の問題などが焦点となった。
90年代には実質金利を高めるデフレがおきたことから、財政政策の不足が民間投資へ悪影響をもたらしているとの批判がなされた。この時期は金融機関の不良債権処理やBIS規制に対処するための強引な貸し渋り・貸し剥がし（信用収縮）が問題となっており、財政出動による有効需要拡大とマネーサプライ拡大（ヘリコプターマネーやインフレターゲット）を求める議会の要求が高まっていたものの、橋本政権の緊縮財政方針や小渕政権の大規模財政出動、2000年の日銀による金融引き締めなど経済政策が右往左往したこと（ストップゴー政策）で信用収縮は極まったとの批判がある。
また、人々が合理的に将来のことを予想すると仮定すると、消費者や企業は将来の増税を想定して将来にそなえ財政支出の拡大分とほぼ等しいだけの貯蓄を増やすようになるため、結果的に総需要の増加幅は相殺され小さく留まり、財政政策は効き難くなる。特に、公的債務がある域値を超えて累積した状態では、このような将来の増税に向けての貯蓄が起こりやすくなるとの分析がある。